# Kanumarathon-Weltmeisterschaften 1992
Die 3. Kanumarathon-Weltmeisterschaften fanden am 3. und 4. Oktober 1992 im australischen Brisbane statt. Der austragende Verband war die ICF.
Es wurden vier Wettbewerbe für Männer und zwei Wettbewerbe für Frauen ausgetragen. 

## Medaillengewinner

### Herren

#### Canadier
| Disziplin | Gold                                         | Zeit      | Silber                            | Zeit      | Bronze                                    | Zeit      |
| --------- | -------------------------------------------- | --------- | --------------------------------- | --------- | ----------------------------------------- | --------- |
| C1        | Ungarn Gabor Kolozsvári                      | 3:49:32 h | Ungarn Pál Pétervári              | 3:49:33 h | Tschechoslowakei Pavel Bednář             | 3:49:43 h |
| C2        | Dänemark Arne Nielsson Christian Frederiksen | 3:21:22 h | Ungarn Zsolt Bohács Istvan Gyulai | 3:30:38 h | Tschechoslowakei Petr Fuksa Zbynek Adamec | 3:30:41 h |

#### Kajak
| Disziplin | Gold                                  | Zeit         | Silber                             | Zeit         | Bronze                                | Zeit      |
| --------- | ------------------------------------- | ------------ | ---------------------------------- | ------------ | ------------------------------------- | --------- |
| K1        | Vereinigtes Königreich Ivan Lawler    | 3:20:23 h    | Schweden Stefan Gustafsson         | 3:20:30 h    | Portugal Rui Cancio                   | 3:20:55 h |
| K2        | Australien Ramon Andersson Steve Wood | 3:06:19,05 h | Belgien Bruno Jannis Werner Jannis | 3:06:19,87 h | Schweden Magnus Skoldback Tommy Karls | 3:06:20 h |

### Damen

#### Kajak
| Disziplin | Gold                                    | Zeit         | Silber                                               | Zeit         | Bronze                               | Zeit      |
| --------- | --------------------------------------- | ------------ | ---------------------------------------------------- | ------------ | ------------------------------------ | --------- |
| K1        | Schweden Susanne Gunnarsson             | 3:34:36 h    | Österreich Ursula Profanter                          | 3:36:53 h    | Australien Janet Hall                | 3:44:11 h |
| K2        | Deutschland Anett Schuck Antje Manfroni | 3:31:00,12 h | Vereinigtes Königreich Sandra Troop Maria Blumenthal | 3:31:00,88 h | Dänemark Hanne Selmer Bettina Larsen | 3:31:02 h |

## Medaillenspiegel
| Rang   | Nation                 | Gold | Silber | Bronze | Gesamt |
| ------ | ---------------------- | ---- | ------ | ------ | ------ |
| 1      | Ungarn                 | 1    | 2      | 0      | 3      |
| 2      | Schweden               | 1    | 1      | 1      | 3      |
| 3      | Vereinigtes Königreich | 1    | 1      | 0      | 2      |
| 4      | Australien             | 1    | 0      | 1      | 2      |
| 4      | Dänemark               | 1    | 0      | 1      | 2      |
| 6      | Deutschland            | 1    | 0      | 0      | 1      |
| 7      | Österreich             | 0    | 1      | 0      | 1      |
| 7      | Belgien                | 0    | 1      | 0      | 1      |
| 9      | Tschechoslowakei       | 0    | 0      | 2      | 2      |
| 10     | Portugal               | 0    | 0      | 1      | 1      |
| Gesamt | Gesamt                 | 6    | 6      | 6      | 18     |